# Ефимово (Архангельская область)
Ефи́мово — деревня в Верхнетоемском районе Архангельской области России. Входит в состав Горковского сельского поселения.

## География
Деревня находится на востоке района, на правом берегу реки Пинега, на расстоянии 120 км к северо-востоку от села Верхняя Тойма, административного центра района.

## История
По переписи 1709 года в деревне Ефимово Кеврольского уезда Архангелогородской губернии было 6 дворов. Застройка в деревне в основном деревянными домами, некоторые сохранились и жилые с XIX века.

## Население
| 2002 | 2010 |
| ---- | ---- |
| 25   | ↘19  |